# Comunità montana Alento-Monte Stella
La comunità montana Alento-Monte Stella raccoglie undici comuni in provincia di Salerno ed ha sede a Laureana Cilento. L'ente nasce nel 1971 con gli scopi di salvaguardia e valorizzazione del territorio e dell'ambiente.
Attualmente i comuni che ne fanno parte sono:
- Cicerale;
- Laureana Cilento;
- Lustra;
- Ogliastro Cilento;
- Omignano;
- Perdifumo;
- Prignano Cilento;
- Rutino;
- Serramezzana;
- Sessa Cilento;
- Stella Cilento.

A fine 2008 la regione Campania ha ridotto il numero di Comunità Montane sul territorio, fissando requisiti molto stringenti per entrare a farvi parte. Per questo motivo il numero dei comuni aderenti si è ridotto da 17 ad 11. Dal 1º gennaio 2009 non ne fanno più parte per difetto nei requisiti altimetrici i comuni di Casal Velino, Castellabate, Montecorice, Pollica, San Mauro Cilento, Torchiara.